# Use Your Illusion I
Pour les articles homonymes, voir Use Your Illusion.
Albums de Guns N' Roses
G N' R Lies
(1988) Use Your Illusion II
(1991)
Singles
1. Don't Cry
Sortie : 17 septembre 1991
2. Live and Let Die
Sortie : 3 décembre 1991
3. November Rain
Sortie : 18 février 1992

Use Your Illusion I est le troisième album et le premier de deux disques sortis simultanément le 17 septembre 1991 par le groupe de hard rock américain Guns N' Roses. Le deuxième s'appelle Use Your Illusion II. L'écriture de ces albums s'est échelonnée sur 2 ans, 1989 et 1990. Ils ont été enregistrés simultanément du 13 janvier 1990 au 3 août 1991. On peut les considérer comme les deux volets d'un seul et même album. Ils sont tous les deux sortis sur le label Geffen Records et ont été produits par Mike Clink et le groupe.

## L'album
Dès la première journée de la sortie de l'album, les ventes ont dépassé les 500 000 exemplaires. En effet, le disque est sorti dans les bacs à 0:00 et, seulement 2 heures après, le disque atteignait déjà le demi-million d'exemplaires vendus. Le mérite ne lui revient pas en totalité : les ventes étaient calculées pour les deux Use Your Illusion qui sont sortis en même temps.

## Anecdotes
- Sur les chansons Dust N' Bones, Double Talkin'Jive et You Ain't The First, c'est Izzy Stradlin qui chante. C'est lui qui les a composées et Axl Rose, le chanteur du groupe, lui a proposé de les chanter, Izzy a accepté.
- Don't Cry a été composée en 1986, avant même que le premier album du groupe, Appetite for Destruction, ne sorte. On note la participation de Shannon Hoon du groupe Blind Melon au chant. Il est aussi présent dans le clip.
- Sur Use Your Illusion II, une version de Don't Cry figure avec des paroles alternatives.
- Dans le clip de la chanson Don't Cry une référence aux relations tendues avec Izzy est faite. L'on peut voir rapidement griffonnée sur un papier le message suivant : « WHERE IS IZZY ».
- Le groupe a tourné aussi un clip de la chanson November Rain, qui met en scène le mariage d'Axl Rose et de Stephanie Seymour, puis les funérailles de Stephanie Seymour.
- Avant la sortie de l'album, plusieurs titres comme Gn'R Sucks, Girth ou même Buy Product avaient été annoncés. Finalement, Use Your Illusion sera retenu.
- Le projet initial du groupe consistait à sortir un grand album de trois ou quatre CD, mais il a été abandonné et le groupe a sorti les deux volets séparés que nous connaissons. Plusieurs titres enregistrés, tel que Ain't Goin' Down, Night Crawler, Bring It Back Home, Crash Diet, Sentimental Movie, Just Another Sunday, ne figurent pas sur l'album. Le groupe n'en était pas assez satisfait et a décidé de ne les mettre ni sur l'un ni sur l'autre des Use Your Illusion. Un bootleg appelé Unwanted Illusions sortira quelques années plus tard et contiendra toutes ces chansons. Quant aux autres titres, qui sont tous des reprises, ils ont été enregistrés une première fois avec Izzy Stradlin, mais ils ont été finalement laissés de côté. Ils seront tous réenregistrés avec Gilby Clarke, le remplaçant d'Izzy, pour l'album The Spaghetti Incident?.
- Live And Let Die est une reprise de Paul McCartney. La chanson d'origine a été réalisé pour le film Live and Let Die (intitulé Vivre et laisser mourir dans la version française), un film de la saga James Bond.
- Sur la chanson The Garden, Axl Rose partage le chant avec Alice Cooper. Parallèlement, ce dernier invite Slash à participer à l'enregistrement de son album Hey Stoopid.
- Les pochettes des deux Use Your Illusion représentent un personnage de la célèbre peinture L'École d'Athènes de Raphaël. Celle de Use Your Illusion I est reproduite en jaune et orange, tandis que celle de Use Your Illusion II est reproduite en bleu et violet.

## Liste des titres
| No  | Titre                                 | Auteur                               | Durée |
| --- | ------------------------------------- | ------------------------------------ | ----- |
| 1.  | Right Next Door to Hell               | Izzy Stradlin, Timo Caltia, Axl Rose | 3:02  |
| 2.  | Dust N' Bones                         | Stradlin, Duff McKagan, Slash        | 4:58  |
| 3.  | Live and Let Die (reprise des Wings)  | Paul McCartney, Linda McCartney      | 3:04  |
| 4.  | Don't Cry (version originale)         | Stradlin, Rose                       | 4:45  |
| 5.  | Perfect Crime                         | Slash, Stradlin, Rose                | 2:24  |
| 6.  | You Ain't the First                   | Stradlin                             | 2:36  |
| 7.  | Bad Obsession                         | Stradlin, West Arkeen                | 5:28  |
| 8.  | Back off Bitch                        | Paul Tobias, Rose                    | 5:04  |
| 9.  | Double Talkin' Jive                   | Stradlin                             | 3:24  |
| 10. | November Rain                         | Rose                                 | 9:04  |
| 11. | The Garden (en duo avec Alice Cooper) | Arkeen, Del James, Rose              | 5:22  |
| 12. | Garden of Eden                        | Slash, Rose                          | 2:42  |
| 13. | Don't Damn Me                         | Slash, Dave Lank, Rose               | 5:19  |
| 14. | Bad Apples                            | Slash, McKagan, Stradlin, Rose       | 4:28  |
| 15. | Dead Horse                            | Rose                                 | 4:18  |
| 16. | Coma                                  | Slash, Rose                          | 10:13 |

## Personnel
Guns N' Roses
- Axl Rose - chant, chœurs, piano, synthétiseur, percussion, guitare acoustique
- Slash - guitare solo, guitariste rythmique, guitare acoustique, basse à six cordes, chœurs
- Izzy Stradlin - guitariste rythmique, guitare solo, guitare acoustique, chœurs, chant sur Dust N' Bones, You Ain't The First et Double Talkin' Jive, percussion
- Duff McKagan - Basse, chœurs
- Matt Sorum - batterie, percussion, chœurs
- Dizzy Reed - piano, claviers, synthétiseur, chœurs

Musiciens additionnels 
- Shannon Hoon - chœurs sur les pistes 3, 10 et 11; chants sur les pistes 4 et 6; chœurs sur la piste 10
- Johann Langlie - programmation sur les pistes 3, 10 et 12; effets sur la piste 16
- Michael Monroe - harmonica, saxophone sur la piste 7
- Reba Shaw - chœurs sur la piste 10
- Stuart Bailey - chœurs sur la piste 10
- Jon Thautwein - cor d'harmonie sur la piste 3
- Matthew McKagan - cor d'harmonie sur la piste 3
- Rachel West  cor d'harmonie sur la piste 3
- Robert Clark - cor d'harmonie sur la piste 3
- Tim Doyle - tambourine sur la piste 6
- Alice Cooper - chant sur la piste 11
- West Arkeen - guitare acoustique sur la piste 11
- Bruce Foster - effets sur la piste 16
- Diane Mitchell, Michelle Loiselle, Monica Zierhut-Soto, Patricia Fuenzalida, Rose Mann, Susanne Filkins - voix féminines parlées sur la piste 16

Personnel technique
- Mike Clink - production, ingénieur du son, casse-noix sur la piste 15
- Jim Mitchell - ingénieur du son additionnel
- Bill Price - mixage
- George Marino - mastering
- Kevin Reagan - directeur artistique, graphisme
- Robert John - photographie
- Allen Abrahamson - assistance ingénieur du son
- Buzz Burrowes - assistance ingénieur du son
- Chris Puram - assistance ingénieur du son
- Craig Portelis - assistance ingénieur du son
- Ed Goodreau - assistance ingénieur du son
- Jason Roberts - assistance ingénieur du son
- John Aguto - assistance ingénieur du son
- L. Stu Young - assistance ingénieur du son
- Leon Ganado - assistance ingénieur du son
- Mike Douglass - assistance ingénieur du son
- Talley Sherwood - assistance ingénieur du son
- Steven Wilson - mixage de la chanson November Rain en 2022 pour la rééditon

## Charts et certifications
| Pays                       | Durée du classement | Meilleur classement |
| -------------------------- | ------------------- | ------------------- |
| Allemagne                  | 101 semaines        | 4e                  |
| Australie                  | 55 semaines         | 2e                  |
| Autriche                   | 40 semaines         | 2e                  |
| Canada                     | 86 semaines         | 1er                 |
| Espagne                    | 15 semaines         | 46e                 |
| États-Unis                 | 108 semaines        | 2e                  |
| France                     | 64 semaines         | 18e                 |
| Italie                     | -                   | 2e                  |
| Norvège                    | 12 semaines         | 3e                  |
| Nouvelle-Zélande           | 58 semaines         | 2e                  |
| Pays-Bas                   | 111 semaines        | 2e                  |
| Portugal                   | 2 semaines          | 28e                 |
| Royaume-Uni                | 85 semaines         | 2e                  |
| Royaume-Uni (Rock & Metal) | -                   | 1er                 |
| Suède                      | 20 semaines         | 3e                  |
| Suisse                     | 35 semaines         | 3e                  |

| Pays             | Certification | Ventes      | Date       |
| ---------------- | ------------- | ----------- | ---------- |
| Allemagne        | 2 × Platine   | 1 000 000 + | 1993       |
| Autriche         | 2 × Platine   | 100 000 +   | 06/09/1993 |
| Belgique         | 2 × Platine   | 80 000 +    | 12/10/2005 |
| Canada           | Diamant       | 1 000 000 + | 19/03/2001 |
| États-Unis       | 7 × Platine   | 7 000 000 + | 16/07/1997 |
| Finlande         | Platine       | 68 000 +    | 1992       |
| France           | 2 × Platine   | 600 000 +   | 1997       |
| Italie           | Platine       | 50 000 +    | 2019       |
| Nouvelle-Zélande | Platine       | 15 000 +    | 17/11:1991 |
| Pays-Bas         | 2 × Platine   | 200 000 +   | 1994       |
| Royaume-Uni      | Platine       | 300 000 +   | 01/02/1992 |
| Suisse           | 2 × Platine   | 100 000 +   | 1993       |

### Charts singles
Don't Cry
| Date de sortie | Chart                  | Durée du classement | Position |
| -------------- | ---------------------- | ------------------- | -------- |
| 17/09/1991     | Hot 100                | 20 semaines         | 10e      |
| 17/09/1991     | Mainstream Rock Tracks | 26 semaines         | 3e       |
| 17/09/1991     | Radio Songs            | 15 semaines         | 52e      |
| 17/09/1991     | UK Singles Chart       | 4 semaines          | 8e       |
| 17/09/1991     | Single Top 100         | 20 semaines         | 22e      |
| 17/09/1991     | ARIA Charts            | 12 semaines         | 5e       |
| 17/09/1991     | (V) Ultratop           | 8 semaines          | 10e      |
| 17/09/1991     | RPM Top Singles        | 11 semaines         | 11e      |
| 17/09/1991     | Top 100                | 15 semaines         | 25e      |
| 17/09/1991     | FIMI                   | —                   | 10e      |
| 17/09/1991     | VG-lista               | 16 semaines         | 2e       |
| 17/09/1991     | RMNZ Singles Top40     | 24 semaines         | 2e       |
| 17/09/1991     | Mega Top 50            | 11 semaines         | 7e       |
| 17/09/1991     | Sverigetopplistan      | 11 semaines         | 9e       |
| 17/09/1991     | Schweizer Hitparade    | 21 semaines         | 3e       |

Live and Let Die
| Date de sortie | Chart                  | Durée du classement | Position |
| -------------- | ---------------------- | ------------------- | -------- |
| 03/12/1991     | Hot 100                | 16 semaines         | 33e      |
| 03/12/1991     | Mainstream Rock Tracks | 12 semaines         | 20e      |
| 03/12/1991     | UK Singles Chart       | 7 semaines          | 5e       |
| 03/12/1991     | Single Top 100         | 12 semaines         | 33e      |
| 03/12/1991     | ARIA Charts            | 13 semaines         | 10e      |
| 03/12/1991     | Ö3 Austria Top 40      | 1 semaine           | 27e      |
| 03/12/1991     | (V) Ultratop           | 5 semaines          | 20e      |
| 03/12/1991     | RPM Top Singles        | 6 semaines          | 56e      |
| 03/12/1991     | Top 100                | 2 semaines          | 39e      |
| 03/12/1991     | FIMI                   | —                   | 22e      |
| 03/12/1991     | VG-lista               | 9 semaines          | 3e       |
| 03/12/1991     | RMNZ Singles Top40     | 12 semaines         | 1er      |
| 03/12/1991     | Mega Top 50            | 10 semaines         | 13e      |
| 03/12/1991     | Sverigetopplistan      | 7 semaines          | 15e      |
| 03/12/1991     | Schweizer Hitparade    | semaines            | e        |

November Rain
| Date de sortie | Chart                  | Durée du classement | Position |
| -------------- | ---------------------- | ------------------- | -------- |
| 18/02/1992     | Hot 100                | 20 semaines         | 3e       |
| 18/02/1992     | Mainstream Rock Tracks | 26 semaines         | 15e      |
| 18/02/1992     | Radio Songs            | 20 semaines         | 12e      |
| 18/02/1992     | UK Singles Chart       | 7 semaines          | 4e       |
| 18/02/1992     | Single Top 100         | 51 semaines         | 9e       |
| 18/02/1992     | ARIA Charts            | 39 semaines         | 5e       |
| 18/02/1992     | Ö3 Austria Top 40      | 2 semaines          | 27e      |
| 18/02/1992     | (V) Ultratop           | 11 semaines         | 18e      |
| 18/02/1992     | RPM Top Singles        | 18 semaines         | 5e       |
| 18/02/1992     | Top 100                | 18 semaines         | 18e      |
| 18/02/1992     | FIMI                   | —                   | 26e      |
| 18/02/1992     | VG-lista               | 5 semaines          | 7e       |
| 18/02/1992     | RMNZ Singles Top40     | 40 semaines         | 7e       |
| 18/02/1992     | Mega Top 50            | 27 semaines         | 3e       |
| 18/02/1992     | Sverigetopplistan      | 7 semaines          | 15e      |
| 18/02/1992     | Schweizer Hitparade    | 2 semaines          | 38e      |